# Чотирикінчик прозорий
Чотирикінчик прозорий (Tetraphis pellucida) — вид мохів порядку чотирикінчикальних (Tetraphidales).

## Поширення
Батьківщиною є Європа, Північна Америка, Азія.
Поширений у лісах повсюдно в помірних широтах Північної півкулі. Але в низинах зазвичай зустрічаються безплідні форми, а в горах переважають родючі. Нерідко зустрічаються низькорослі форми. Мох віддає перевагу як субстрату дуже вологу, гнилу деревину, ґрунт без вапна або, рідше, сирий перегній.

## Характеристика
Мох заввишки від 1 до 2 см утворює світло-зелені, червонуваті в нижній частині, пухкі до густих галявин. Листки широкоовальної форми з цільними краями, дещо блискучі, містять округлі шестикутні клітини всередині пластинки. Кожен листок характеризується відносно товстою жилкою, яка простягається до кінчика листка. Ніжки коробок 6–14 мм, прямовисні. Спори 10–13 мкм.

## Галерея

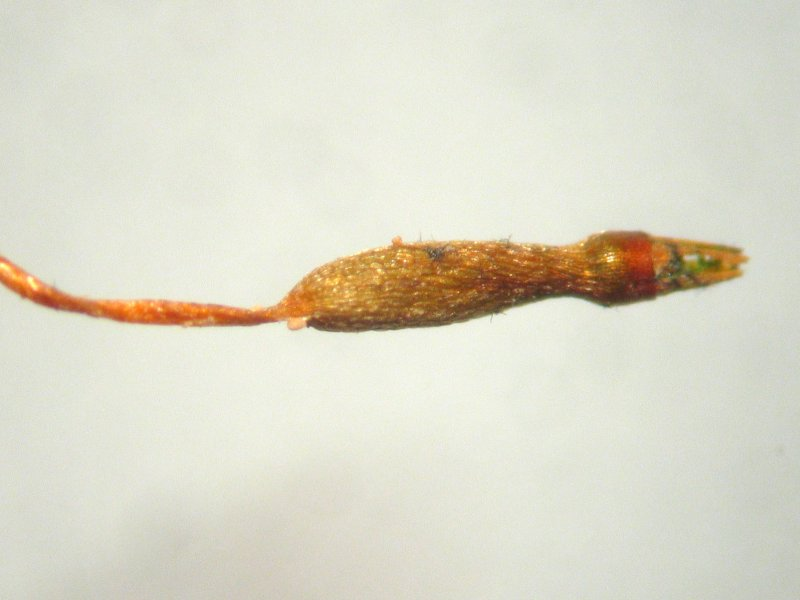
спорогон (збільшення: 30x)
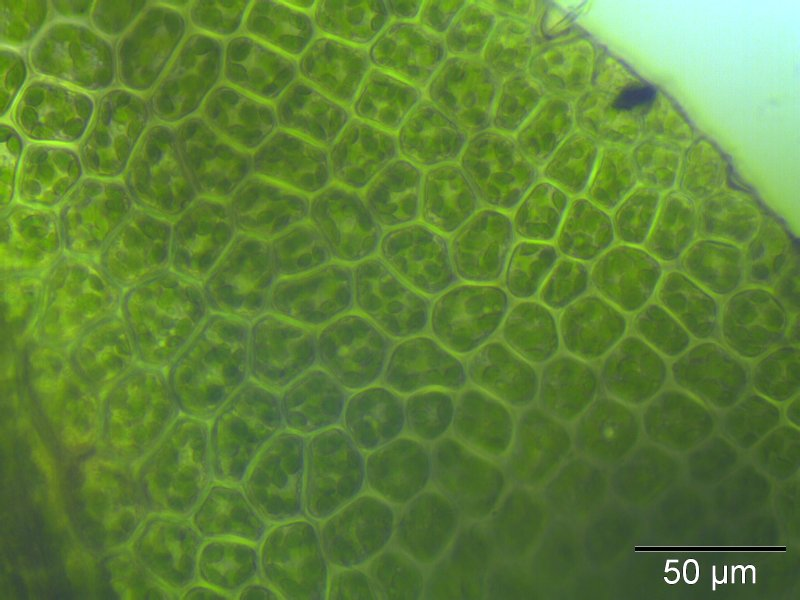
листок (збільшення: 400x)